# Solus Linux
Solus is een onafhankelijke Ierse Linuxdistributie voor een computer met x86-64 architectuur. Het is de opvolger van SolusOS, die gebaseerd was op Debian.
Solus gebruikt het distributiesysteem eopkg; dit is een fork van het distributiesysteem PiSi, dat is ontwikkeld voor de Turkse Linuxdistributie Pardus. De standaard bureaubladomgeving is Budgie, maar Solus is ook beschikbaar met GNOME, MATE en Plasma.
Solus 1.0 werd op 27 december 2015 gelanceerd. Inmiddels zijn er opvolgers gepubliceerd (zie kader).